# Aphareus (Sohn des Perieres)
Aphareus (altgriechisch Ἀφαρεύς Aphareús) ist in der griechischen Mythologie der Sohn von Perieres und Gorgophone.
Gemeinsam mit seinem Bruder Leukippos regierte er Messenien. Nach dem Tode des Vaters heiratete Gorgophone Oibalos, den König von Sparta. Aphareus nahm die Tochter dieses Paares zur Frau, seine Halbschwester Arene, nach der er auch eine Stadt benannte. Mit ihr hatte er zwei Kinder: die Zwillinge Lynkeus und Idas (Aphariden).
Aphareus gab seinem entfernten Neffen Neleus (Sohn der Tyro und Urenkel von Aphareus’ Großvater Aiolos) das Küstenland zum Regieren. Nach dem Tod seiner Söhne bestimmte er ihn zu seinem Nachfolger.